# Österreichische Fußball-Frauenmeisterschaft 1992/93
Die österreichische Fußball-Frauenmeisterschaft wurde 1992/93 zum 21. Mal nach der 35-jährigen Pause zwischen 1938 und 1972 ausgetragen. Die höchste Spielklasse ist die Frauen-Bundesliga und wurde vom Österreichischen Fußballbund zum 11. Mal durchgeführt. Die zweithöchste Spielklasse, in dieser Saison die 14. Auflage, war die 2. Division, die zum 1. Mal unter diesem Namen durchgeführt und vom Österreichischen Fußballbund zum ersten Mal veranstaltet wurde.
Österreichischer Fußballmeister wurde zum vierten Mal Union Kleinmünchen. Der Meister der zweithöchsten Spielklasse wurde in der 2. Division der DFC Obersdorf.

## Erste Leistungsstufe – Frauen-Bundesliga

### Modus
Die Liga setzte sich wie im Vorjahr aus zehn Teams zusammen. Es traten dieselben zehn Vereine wie in der letzten Saison an. Jeder spielte gegen jeden zweimal in insgesamt 18 Runden. Ein Sieg wurde mit zwei Punkten belohnt, ein Unentschieden mit einem Zähler.

### Saisonverlauf
Die Liga setzte sich wie im Vorjahr aus den gleichen zehn Teams zusammen. Meister wurde die Union Kleinmünchen.

### Abschlusstabelle
Die Meisterschaft endete mit folgendem Ergebnis:
| Pl.                                                | Verein                    | Sp. | S  | U | N  | Tore    | Diff. | Punkte |
| -------------------------------------------------- | ------------------------- | --- | -- | - | -- | ------- | ----- | ------ |
| 1.                                                 | Union Kleinmünchen (M, C) | 18  | 15 | 3 | 0  | 100:700 | +93   | 33     |
| 2.                                                 | USC Landhaus              | 18  | 15 | 2 | 1  | 099:120 | +87   | 32     |
| 3.                                                 | DFC Ostbahn XI            | 18  | 11 | 4 | 3  | 059:290 | +30   | 26     |
| 4.                                                 | ASV Vösendorf             | 18  | 9  | 4 | 5  | 055:280 | +27   | 22     |
| 5.                                                 | 1. DFC Leoben             | 18  | 9  | 2 | 7  | 076:370 | +39   | 20     |
| 6.                                                 | DFC Heidenreichstein      | 18  | 6  | 6 | 6  | 042:280 | +14   | 18     |
| 7.                                                 | SC Brunn am Gebirge B1    | 18  | 6  | 2 | 10 | 041:470 | −6    | 14     |
| 8.                                                 | First Vienna FC 1894      | 18  | 4  | 0 | 14 | 020:770 | −57   | 08     |
| 9.                                                 | SC Neunkirchen            | 18  | 2  | 2 | 14 | 013:770 | −64   | 06     |
| 10.                                                | DFV Juwelen Janecka B2    | 18  | 0  | 1 | 17 | 010:173 | −163  | 01     |
| Stand: Endstand. Quelle: NOeFV, Union Kleinmünchen |                           |     |    |   |    |         |       |        |

| (M) | Österreichischer Fußball-Frauenmeister 1991/92             |
| (C) | ÖFB-Ladies-Cup-Sieger 1990/91, kein ÖFB-Ladies-Cup 1991/92 |

Aufsteiger
- Frauenliga Ost: keiner

## Zweite Leistungsstufe – 2. Division

### Modus
Jeder spielte gegen jeden zweimal in insgesamt sechs Runden. Ein Sieg wurde mit zwei Punkten belohnt, ein Unentschieden mit einem Zähler.

### Saisonverlauf
Meister wurde in dieser Saison der DFC Obersdorf, der nicht berechtigt war nächste Saison in der höchsten Spielklasse zu spielen. Die Liga setzte sich gegenüber dem Vorjahr, in dem fünf Vereine teilnahmen, aus vier Klubs zusammen. Anstelle von der Austria XIII und die B-Elf vom DFC Ostbahn XI spielten heuer der Prater SV mit.

### Abschlusstabelle
Die Meisterschaft endete mit folgendem Ergebnis:
| Pl.                            | Verein              | Sp. | S | U | N | Tore    | Diff. | Punkte |
| ------------------------------ | ------------------- | --- | - | - | - | ------- | ----- | ------ |
| 1.                             | DFC Obersdorf       | 6   | 5 | 1 | 0 | 021:400 | +17   | 11     |
| 2.                             | USC Landhaus II     | 6   | 3 | 1 | 2 | 013:900 | +4    | 07     |
| 3.                             | Prater SV (N)       | 6   | 2 | 0 | 4 | 006:190 | −13   | 04     |
| 4.                             | ATSV Deutsch-Wagram | 6   | 1 | 0 | 5 | 009:170 | −8    | 02     |
| Stand: Endstand. Quelle: NOeFV |                     |     |   |   |   |         |       |        |

| (N) | Neueinsteiger der Saison 1991/92 |

Aufsteiger
- Niederösterreich: keiner
- Wien: keiner

## Meisterschaften in den Bundesländern

### Damenliga Oberösterreich

#### Modus
Die Liga bestand aus sechs Vereinen, die in 3 Durchgängen, eine Hin- und eine Rückrunde und nochmals eine Hinrunde, gegeneinander spielten. So wurden in 15 Runden der Meister der Oberösterreichischen Damenliga ermittelt.

#### Saisonverlauf
Die Liga setzte sich gegenüber dem Vorjahr aus sechs Klubs zusammen, denn die SV Gramastetten und Union St. Roman waren nicht dabei, stattdessen spielten erstmals SV Hellmonsödt und FC Münzkirchen mit. Meister wurde in dieser Saison die 2. Damenmannschaft des Union Kleinmünchen, die jedoch nicht berechtigt ist nächste Saison in der höchsten Spielklasse zu spielen. Union St. Agatha löste seine Damenmannschaft am Saisonende auf.

#### Abschlusstabelle
Die Meisterschaft endete mit folgendem Ergebnis:
| Pl.                          | Verein                | Sp. | S  | U | N  | Tore    | Diff. | Punkte |
| ---------------------------- | --------------------- | --- | -- | - | -- | ------- | ----- | ------ |
| 1.                           | Union Kleinmünchen II | 15  | 13 | 0 | 2  | 084:170 | +67   | 26     |
| 2.                           | ATSV Sattledt         | 15  | 12 | 0 | 3  | 085:310 | +54   | 24     |
| 3.                           | FC Münzkirchen (N)    | 15  | 11 | 0 | 4  | 085:120 | +73   | 22     |
| 4.                           | SV Hellmonsödt (N)    | 15  | 3  | 3 | 9  | 017:400 | −23   | 09     |
| 5.                           | Union St. Agatha      | 15  | 3  | 1 | 11 | 014:770 | −63   | 07     |
| 6.                           | SV Chemie Linz        | 15  | 0  | 2 | 13 | 020:128 | −108  | 02     |
| Stand: Endstand. Quelle: OFV |                       |     |    |   |    |         |       |        |

| (N) | Neueinsteiger der Saison 199/92 |

Aufsteiger
- SV Garsten
- SV Taufkirchen/Pram

### Damenliga Tirol
Es sind die ersten Aufzeichnungen einer eigenen Damenfußball-Liga in Tirol. Vorher bestand lediglich in den 1980er-Jahren ein Damenteam des FC Wacker Innsbruck, das aber nie an einer österreichischen Meisterschaft teilnahm, aber regelmäßig am ÖFB-Pokal, der in der Saison 1984/85 auch durch einen 2:0-Sieg im Finale gegen LUV Graz auch gewonnen werden konnte.

#### Modus
An der ersten Ausgabe der Liga nahmen sechs Vereine teil, die in einer Hin- und eine Rückrunde gegeneinander spielten. So wurden in 10 Runden der erste Meister der Tiroler Damenliga ermittelt.

#### Saisonverlauf
Die Liga setzte sich aus insgesamt sechs, im Herrenfußball in der Regel unterklassigen Vereinen zusammen, die  alle Interesse zeigten, an einer ersten Tiroler Meisterschaft im Damenfußball teilzunehmen: SV Umhausen, SPG Obsteig/Mieming, Sportunion Inzing, Innsbrucker AC, SV Breitenbach und SV Langkampfen. Meister wurde in dieser Saison der Innsbrucker AC, der jedoch nicht berechtigt war, in die höchste Spielklasse aufzusteigen. Die SPG Obsteig/Mieming stellte den Spielbetrieb am Saisonende wieder ein, die übrigen Teams nahmen auch die Folgesaison wieder in Angriff.

#### Abschlusstabelle
Die Meisterschaft endete mit folgendem Ergebnis:
| Pl.                          | Verein              | Sp. | S | U | N | Tore    | Diff. | Punkte |
| ---------------------------- | ------------------- | --- | - | - | - | ------- | ----- | ------ |
| 1.                           | Innsbrucker AC      | 10  | 9 | 0 | 1 | 100:500 | +95   | 18     |
| 2.                           | Sportunion Inzing   | 10  | 9 | 0 | 1 | 080:800 | +72   | 18     |
| 3.                           | SV Langkampfen      | 10  | 5 | 1 | 4 | 018:340 | −16   | 11     |
| 4.                           | SV Breitenbach      | 10  | 2 | 3 | 5 | 014:460 | −32   | 07     |
| 5.                           | SPG Obsteig/Mieming | 10  | 1 | 1 | 8 | 005:600 | −55   | 03     |
| 6.                           | SV Umhausen         | 10  | 1 | 1 | 8 | 005:690 | −64   | 03     |
| Stand: Endstand. Quelle: TFV |                     |     |   |   |   |         |       |        |

Neueinsteiger
- SV Bad Häring

### Vorarlberg Landesliga Damen
Es liegen keine Aufzeichnungen über eine Austragung des Wettbewerbes vor.